# گاوخس
گاوخس یک روستا در ایران است که در دهستان درام واقع شده‌است. گاوخس ۱۵۵ نفر جمعیت دارد.